# کارن واکر (بازیکن فوتبال)
کارن واکر (انگلیسی: Karen Walker؛ زادهٔ ۲۹ ژوئیهٔ ۱۹۶۹) بازیکن فوتبال اهل بریتانیا است.

وی همچنین در تیم ملی فوتبال زنان انگلستان بازی کرده‌است.